# Peter Tait
Peter Guthrie Tait (ur. 28 kwietnia 1831 w Dalkeith, zm. 4 lipca 1901 w Edynburgu) – szkocki fizyk i matematyk.

## Życiorys
Ukończył studia na Uniwersytecie w Edynburgu. Wspólnie z lordem Kelvinem napisał Treatise on Natural Philosophy (1867), traktat fizyki teoretycznej, dzieło, które wywarło wpływ na rozwój mechaniki w XIX stuleciu.
Członek Royal Society i laureat Royal Medal (1886).